# The Changeling
The Changeling är en amerikansk fantasy- och dramaserie från 2023. Serien är regisserad av Melina Matsoukas och Kelly Marcel svarar för manus. Den är baserad på romanen med samma namn av Victor LaValle. Första säsongen består av åtta avsnitt och hade premiär på Apple TV+ 8 september 2023.

## Handling
Serien utspelar sig i ett alternativt New York City och kretsar kring Apollo Kagwa och hans gravida fru Emma. När Emma plötsligt försvinner måste Appollo jaga efter dem.

## Rollista i urval
- LaKeith Stanfield - Apollo Kagwa
- Adina Porter - Lillian Kagwa
  - Alexis Louder - Lillian Kagwa som ung
- Clark Backo - Emma "Emmy" Valentine
- Samuel T. Herring - William Wheeler
- Amirah Vann - Kim Valentine
- Malcolm Barrett - Patrice Green
- Jared Abrahamson - Brian West